# Leedsichthys problematicus
O Leedsichthys problematicus era um paquicormídeo gigante (um grupo extinto de peixes ósseos) que viveu nos oceanos do período Jurássico, há 165 milhões de anos. Embora os fósseis fossem encontrados, ninguém encontrou até a atualidade uma espinha completa, assim que seu tamanho exato é incerto. As estimativas atuais mostram que este peixe teria 21 metros de comprimento e pesava cerca de 50 toneladas, fazendo-lhe o maior peixe que já existiu.

## Paleobiologia
Leedsichthys se alimentava por filtragem, ou seja, comia toneladas de pequenos seres aquáticos, os chamados plâncton, os sugando e liberando a água que não precisavam. Esse método requer um metabolismo lento, pois os filtradores não são continuamente ativos em busca de presas. Isso também permitiu que os Leedsichthys crescessem tanto como os grandes filtradores atuais.